# Gmina Kawadarci
Gmina Kawadarci (mac. Општина Кавадарци) – gmina miejska w południowej Macedonii Północnej.
Graniczy z gminami: Gewgelija od południowego wschodu, Demir Kapija od wschodu, Negotino od północnego wschodu, Rosoman od północy, Czaszka od północnego zachodu, Prilep od zachodu oraz z Grecją od południa.
Skład etniczny
- 96,79% – Macedończycy
- 1,75% – Romowie
- 1,46% – pozostali

W skład gminy wchodzą:
- miasto: Kawadarci
- 39 wsi: Begniszte, Bojancziszte, Bohula, Bruszani, Bunarcze, Watasza, Wozarci, Gałiszte, Garnikowo, Głiszic, Gorna Boszawa, Grbowec, Dabniszte, Dobrotino, Dołna Boszawa, Dragożeł, Dradnja, Drenowo, Klinowo, Konopiszte, Koszani, Krnjewo, Kumaniczewo, Majden, Marena, Mreżiczko, Prawednik, Radnja, Rajec, Resawa, Rożden, Rżanowo, Sopot, Stragowo, Cesendre, Farisz, Czemersko, Szeszkowo, Sziwec.